# Anopheles takasagoensis
Anopheles takasagoensis är en tvåvingeart som beskrevs av Morishita 1946. Anopheles takasagoensis ingår i släktet Anopheles och familjen stickmyggor.
Artens utbredningsområde är Taiwan. Inga underarter finns listade i Catalogue of Life.